# Phục hồi chức năng
Phục hồi chức năng (PHCN), theo định nghĩa của Tổ chức Y tế Thế giới, là các biện pháp y học, kinh tế, xã hội, giáo dục hướng nghiệp và kỹ thuật phục hồi nhằm làm giảm tác động của giảm chức năng và khuyết tật, đảm bảo cho người khuyết tật hội nhập xã hội, có những cơ hội bình đẳng và tham gia đầy đủ các hoạt động của xã hội. Đây là một trong 3 lĩnh vực của y học gồm phòng bệnh-chữa bệnh-phục hồi chức năng.
Phục hồi chức năng là các kỹ thuật để phục hồi sự cân bằng sinh học các chức năng của cơ thể con người. Phục hồi chức năng không chỉ giúp người bệnh thích nghi với môi trường sống mà còn tác động vào môi trường và xã hội tạo nên khối thống nhất cho quá trình hội nhập của người bệnh.

## Vai trò-mục đích
Trước đây nhiều thầy thuốc chỉ chú trọng đến phòng-chữa bệnh mà không chú trọng đến tình trạng sức khỏe sau khi chữa bệnh, ngày nay người ta thường nói đến một ngành góp phần cải thiện tình trạng sức khỏe sau khi chữa bệnh đó là phục hồi chức năng. Đây là một ngành được xây dựng trên cơ sở y học hiện đại và cổ điển, trải qua một thời gian nghiên cứu, ứng dụng và phát triển phục hồi chức năng đã chứng minh, góp phần to lớn trong y học. 
Phục hồi chức năng nhằm phục hồi khả năng hoạt động của một cơ quan, một bộ phận cơ thể người bị suy giảm, rối loạn, bị mất đi, có nguy cơ làm cho người trở thành một người khuyết tật, tàn phế...
Phục hồi chức năng còn hoàn trả lại một cách tối đa các chức năng đã bị giảm hoặc bị mất cho người bệnh, tăng cường khả năng còn lại của họ để giảm hậu quả của khuyết tật.
Tác động làm thay đổi tích cực suy nghĩ, thái độ của xã hội, tạo nên sự chấp nhận của xã hội đối với người khuyết tật, coi họ như một thành viên bình đẳng trong cộng đồng.
Tác động làm cải thiện các điều kiện nhà ở, nơi làm việc, nơi công cộng, cầu cống, đường sá, trường học... để người khuyết tật có thể tham gia lao động sản xuất, học hành và đến được những nơi mà họ cần đến để tham gia các sinh hoạt xã hội (chuyển từ biện pháp đơn thuần y học sang biện pháp xã hội).
Tạo điều kiện vui chơi, học tập, cơ hội việc làm cho người khuyết tật, lôi kéo bản thân người khuyết tật, gia đình và cộng đồng tham gia vào quá trình phục hồi.
Làm cho người khuyết tật thích ứng tối đa với hoàn cảnh của họ, làm cho xã hội ý thức được trách nhiệm của mình để người khuyết tật có cuộc sống độc lập ở gia đình và cộng đồng
Nói ngắn hơn, phục hồi chức năng là một phương pháp sáng tạo cả về khoa học lẫn nghệ thuật, giúp người bệnh tiến triển và tận dụng tối đa có thể được những khả năng còn lại về thể chất, tinh thần, kinh tế, xã hội để tự giúp mình trở thành người có ích, gia nhập trở lại cộng đồng, nghĩa là biến những người tàn tật trở thành những người Tàn mà không Phế.

## Nguyên tắc
Đánh giá cao vai trò của người khuyết tật, gia đình họ và cộng đồng trong chương trình phục hồi chức năng.
Đánh giá đúng tình trạng khuyết tật và sức khỏe của người bệnh để có chỉ định tập luyện phục hồi đúng lúc, đúng mức phù hợp với từng người bệnh để có kết quả phục hồi tốt nhất.
Phục hồi sớm, song song với quá trình điều trị để giúp người bệnh chóng phục hồi sức khỏe, tránh được các thương tật thứ cấp và rút ngắn thời gian điều trị cũng như phục hồi ở giai đoạn sau.
Phải luôn luôn khiến người bệnh hoạt động vì hoạt động đem lại sức khỏe, trái lại, bất động làm cơ thể suy yếu. Điều quan trọng nhất là không bao giờ giúp đỡ người bệnh khi người đó có thể tự giúp lấy mình, vì khi chúng ta làm thay mọi công việc cho người bệnh thì người bệnh sẽ mất tự tin, tính độc lập và luôn ỷ vào người khác. Như vậy người bệnh không tích cực hoạt động và sẽ làm chậm quá trình phục hồi. Vì lợi ích của người bệnh, vì tôn trọng người bệnh, chúng ta có bổn phận và có quyền yêu cầu họ phải phấn đấu nhiều hơn trong mức độ thể chất cho phép.

## Hình thức
Trên thế giới hiện nay có 3 hình thức phục hồi chức năng:
Phục hồi chức năng dựa vào viện, các trung tâm phục hồi chức năng Hình thức này được triển khai từ trước đến nay ở nhiều nước trên thế giới.
- Ưu điểm: Kết quả phục hồi nhanh hơn và phục hồi được cho nhiều trường hợp bệnh khó nhờ có đội ngũ cán bộ có chuyên môn kỹ thuật cao và có nhiều trang thiết bị hiện đại.
- Nhược điểm: Bất tiện cho những bệnh nhân ở xa, chỉ giải quyết cho được một số ít người và chi phí cao.

Phục hồi chức năng ngoại viện Cán bộ chuyên khoa của các viện, các trung tâm xuống các địa phương trực tiếp tập luyện, phục hồi cho người bệnh.
- Ưu điểm: Các cán bộ chuyên khoa trực tiếp tập luyện nên sự tiến bộ có nhanh hơn, số người khuyết tật được tập luyện có nhiều hơn hình thức trên.
- Nhược điểm: Chi phí cao, không đủ cán bộ và số người khuyết tật được tập luyện cũng không được nhiều.

Phục hồi chức năng dựa vào cộng đồng, người khuyết tật được tập luyện phục hồi ngay tại cộng đồng bằng thân nhân người khuyết tật và cộng đồng. Thực chất của hình thức này là xã hội hóa công tác phục hồi chức năng.

## Các kỹ thuật (phương pháp) phục hồi chức năng
Kỹ thuật can thiệp phục hồi chức năng
- Vật lý trị liệu (VLTL): Là việc ứng dụng các hiệu ứng vật lý để tái tạo trạng thái cân bằng sinh học trong cơ thể. VLTL bao gồm nhiệt trị liệu, điện trĩ liệu, quang trị liệu, thủy lực trị liệu, cơ học trị liệu ... và nhiều kỹ thuật vật lý khác
- Hoạt động trị liệu (HĐTL), là sử dụng các hoạt động tự chăm sóc, công việc và trò chơi trong điều trị nhằm gia tăng sự độc lập chức năng, tăng cường sự phát triển và ngăn ngừa khuyết tật. HĐTL có thể bao gồm sự thích ứng với công việc hay môi trường để đạt được sự độc lập tối đa và nâng cao chất lượng cuộc sống.
- Ngôn ngữ trị liệu tập nói hoặc học cách sử dụng các loại ngôn ngữ giao tiếp khác (viết, động tác bằng tay (thủ ngữ), mắt....).
Vận động trị liệu 
Tâm lý trị liệu
- Kỹ thuật giúp đỡ người khuyết tật tham gia hòa nhập xã hội
- Giáo dục đặc biệt, Người khuyết tật (chủ yếu là trẻ khuyết tật) được học ở các trường/ lớp với sự giáo dục đặc biệt của những giáo viên chuyên nghiệp: trường/ lớp cho người mù với chữ nổi, cho người điếc câm với thủ ngữ...
- Dạy nghề và hướng nghiệp, dạy lại cho người bệnh các kỹ năng thực hiện nghề cũ hoặc học một nghề mới thích ứng với tình trạng thương tật, sức khỏe và khả năng của họ. 
 + Chân, tay giả.
 + Dụng cụ chỉnh hình: nẹp chỉnh hình các loại (nẹp hông, nẹp đùi, nẹp gối-cổ chân, nẹp cổ chân), máng chỉnh hình, giày chỉnh hình... 
 + Dụng cụ trợ giúp: xe lăn, khung tập đi, các loại đồ dùng có tay cầm đặc biệt, ghế ngồi đặc biệt... tạo điều kiện cho người khuyết tật có thể di chuyển và thực hiện các hoạt động sinh hoạt hàng ngày. 
 + Cải thiện môi trường như đường đi, nhà ở, phương tiện đi lại để người khuyết tật có thể đến những nơi họ cần đến, làm các việc có ích cho cuộc sống của họ mà họ muốn.